# József Varga (zapaśnik)
József Varga – węgierski zapaśnik walczący przeważnie w stylu wolnym.
Brązowy medalista mistrzostw Europy w 1931 roku. Mistrz kraju w 1931 i 1932 roku.